# Lyria
Lyria est un service commercial ferroviaire (SAS) issus d'une collaboration franco-suisse entre Société nationale des chemins de fer français (SNCF) et les CFF. Elle gère les liaisons en TGV entre la France (depuis Paris-Gare-de-Lyon) et la Suisse (vers Bâle, Zurich, Lausanne ou Genève-Cornavin). En période estivale, les TGV Lyria desservent aussi les gares de Marseille-Saint-Charles, Aix-en-Provence TGV et Avignon TGV.

## Historique

Trajet des liaisons Paris – Zurich entre 1957 et 2015.

À partir de l’été 1961, la relation Paris-Gare-de-Lyon – Lausanne (et au-delà vers Milan) était assurée par le Trans-Europ-Express (TEE) Cisalpin. Entre les années 1961 et 1966, le TEE Cisalpin est assuré par les 4 rames quadricourants de type RAe TEE II (numérotés 1051 à 1054 par les CFF), à 5 éléments d’abord puis, entre 1966 et 1974, avec les mêmes rames renforcées avec un 6e élément et avec l’aide d’une 5e rame RAe no 1055 neuve, fabriquée directement à 6 éléments.
Ces rames sont les premiers trains au monde quadricourant pouvant circuler sous toutes les tensions et courants en Europe (sauf le 3 000 V triphasé italien[réf. souhaitée] ).
Devant l’affluence de certains jours, deux rames doivent assurer le Cisalpin, d’abord en US (unité simple), l’une derrière l’autre, à distance de block (5 minutes d’écart) et avec formation d’une UM (unité multiple) dès Vallorbe passée (la frontière suisse), et en 1968, la SNCF autorise les UM de deux rames suisses sur le territoire national, de Paris à Vallorbe.
Devant le peu de souplesse offert par des rames à composition fixe, elles sont remplacées en 1974 par des rames tractées, comportant les voitures inox dites « Mistral 69 » avec en tête, une des quatre CC 21000 de Paris à Vallorbe ou par des CC 6500, de Paris à Dole puis UM de BB 25500 de Dole à Vallorbe. De 1977 au 21 janvier 1984 la relation est assurée par le train baptisé Jean-Jacques Rousseau.

TGV sur la ligne Genève – La Plaine en novembre 1982.

Le 22 janvier 1984, une liaison TGV est mise en place entre Paris et Lausanne. Cette liaison de TGV tricourant est exploitée conjointement par la SNCF et les CFF. Pour garder l’esprit des grands express européens, les trains sont baptisés : Champs-Élysées, Lemano, Lutetia et bien sûr le Cisalpin. Le 31 mai 1987 est créée la nouvelle relation Paris – Berne. À cette occasion, ces trains sont estampillés EuroCity. Le 23 mai 1993 est créé le GIE « France – Suisse » dont la mission est de gérer les liaisons Paris – Lausanne / Berne (Paris – Genève n’est pas concernée).
Pour l’hiver 1995-1996, la liaison vers Lausanne est prolongée (tous les samedis) jusqu'à Brigue pour desservir les stations de sports d'hiver de la haute vallée du Rhône (dans le canton du Valais).
Le 28 septembre 1997, le service vers Lausanne et Berne prend le nom de « Ligne de Cœur ». Les neuf rames prennent cette nouvelle identité visuelle et la desserte est réorganisée et renforcée. Le 4 mars 2002, le nom de « Lyria » remplace celui de « Ligne de Cœur ». Le champ d’action de Lyria est étendu en janvier 2005 à la ligne Paris – Genève. Cette relation, qui a pris le label plus récemment, a été en fait la première assurée par le TGV Sud-Est à sa mise en service au 27 septembre 1981.
Depuis le 10 juin 2007, à l’occasion de l’ouverture de la LGV Est européenne, Lyria intègre la liaison Paris – Zurich via Strasbourg, Mulhouse et Bâle. Cette desserte a été complétée depuis le 10 décembre 2007 par un prolongement Zurich – Coire tous les samedis de plein hiver, commercialisé sous le nom de « TGV des Grisons », mais cette desserte a été arrêtée après deux hivers par manque de clientèle.
Le 11 décembre 2011, à l’occasion de l’ouverture cette fois-ci de la LGV Rhin-Rhône, la liaison Paris – Zurich dessert désormais Dijon-Ville, Besançon-Franche-Comté TGV et Belfort - Montbéliard TGV (au détriment de Strasbourg-Ville et Colmar) et le terminus parisien est déplacé de Paris-Est vers la gare de Lyon. Depuis cette date, toutes les liaisons Lyria partent donc depuis la même gare.
Alors qu'elle s'était engagée à la maintenir jusqu'en décembre 2014, Lyria annonce le 3 juillet 2013 la suppression de la ligne Paris-Berne via Frasne, Pontarlier et Neuchâtel dès décembre 2013. La société avance le manque de fréquentation depuis décembre 2011.
Pour sauver la ligne, une pétition est lancée en décembre 2012 et récolte quelque 20 000 signatures des deux côtés de la frontière.
Certains[Qui ?] relèvent que cette suppression va à l'encontre de la décision du parlement suisse de maintenir des relations entre la Suisse et la France via l'Arc jurassien et Berne – Neuchâtel en particulier (voir loi fédérale sur le raccordement aux LGV, 742. 140.3).
En 2017, le TGV des neiges (saisonnier) qui dessert en direct les gares d'accès aux stations de ski des Alpes et Préalpes vaudoises (Montreux, Aigle) et du canton du Valais (Martigny, Sion, Sierre, Loèche, Viège et Brigue) est mis en pause jusqu'en 2020 pour des raisons techniques de régulation des trains entre Lausanne et le Valais. Malgré tout on peut toujours réserver son billet jusqu'à destination, soit le TGV plus le reste du parcours avec les CFF.
À partir du 15 décembre 2019, à l’occasion du projet Lyria 2020, Lyria remplace la ligne quotidienne Marseille – Genève pour en faire une ligne saisonnière. Elle dessert toujours Aix-en-Provence TGV, Avignon TGV, Lyon-Part-Dieu, Bellegarde. De plus, la desserte directe TGV Lyria Berne <> Paris (un aller-retour quotidien) n’est plus assurée.
À partir du 25 mars 2020, en raison de l'épidémie de Covid-19, les liaisons TGV entre Paris et la Suisse sont supprimées. L’offre avait déjà été fortement réduite depuis l’introduction des mesures de confinement et ne comptait plus qu’un aller-retour quotidien Paris – Genève et Paris – Bâle.
En juillet 2020, certaines relations ont été relancées : 6 aller-retours Paris – Genève dont 3 prolongés jusqu'à Lausanne, 5 aller-retours Paris – Lausanne dont 2 via Dijon et Vallorbe et 3 via Bourg-en-Bresse et Genève, 4 aller-retours Paris – Bâle – Zurich ainsi qu'un aller-retour Marseille – Genève.

### Évolution du trafic
| Année | Nombre de Passagers (en millions) | Évolution  | Note                                            |  |
| ----- | --------------------------------- | ---------- | ----------------------------------------------- |  |
| 2005  | 3                                 |            | Dépassement des 3 millions de passagers annuels |  |
| 2006  | 3                                 | ► 0 %      |                                                 |  |
| 2007  |                                   |            | 2millions de passagers internationnaux          |  |
| 2008  | 3,8                               |            |                                                 |  |
| 2009  | 3,5                               | ▼ −7,89 %  |                                                 |  |
| 2010  | 4                                 | ▲ +14,29 % |                                                 |  |
| 2011  | 4,                                | ► 0 %      | dont 2,6 internationnaux, soit 63%              |  |
| 2012  | 4,2                               | ▲ +5 %     |                                                 |  |
| 2013  | 5,9                               | ▲ +40,48 % |                                                 |  |
| 2014  | 5,5                               | ▼ −6,78 %  |                                                 |  |
| 2015  | 5,5                               | ► 0 %      |                                                 |  |
| 2016  | 5,2                               | ▼ −5,45 %  |                                                 |  |
| 2017  | 5,2                               | ► 0 %      |                                                 |  |
| 2018  | 4,5                               | ▼ −13,46 % |                                                 |  |

### Identité visuelle (logo)
En juin 2009, Lyria inaugure une nouvelle identité visuelle. L’ambition de ce changement est d’affirmer davantage les spécificités de la marque TGV Lyria, de faire valoir la qualité du service TGV Lyria. La croix suisse se révèle dans la contre forme derrière la lettre, tandis que les petites croix véhiculent les notions de liberté, de diversité et de mouvement. La chaleur du rouge contraste avec la rigueur typographique de la police Helvetica[réf. souhaitée].

Logo du TGV franco-suisse ligne de cœur.
Premier logo TGV Lyria.
De juin 2009 à décembre 2011.
De 2011 à 2017.
À partir de 2017.

Les 9 rames TGV Lyria ne sont plus garnies du logo « ligne de cœur », enlevé petit à petit depuis mi-2006 et remplacé sur les motrices et les voitures-restaurants par le nouveau bloc-marque « TGV Lyria ». Seul reste de l’ancienne livrée le liseré rouge de ces voitures. Le logo CFF a été apposé depuis sur les deux rames 112-114 ainsi que sur la rame POS 4406.
En 2012, Lyria dévoile ses nouvelles couleurs. Les rames TGV POS, acquises d'occasions auprès de la SNCF, vont revêtir une livrée blanche, grise et rouge propre à Lyria, découlant de la nouvelle livrée Carmillon de la SNCF. À partir du printemps 2013, les 19 rames subiront une rénovation intérieure, l'aménagement intérieur datant de 2007.
En 2019, un nouveau pelliculage des TGV Lyria est progressivement mis en place sur 15 rames de TGV Euroduplex, venant remplacer les rames TGV POS utilisées depuis 2012,.

## Statut
À l’origine, en 1993, Lyria était un groupement d’intérêt économique (GIE) fondé à l’initiative de la Société nationale des chemins de fer français (SNCF) et des Chemins de fer fédéraux suisses (CFF). Sa mission était à l’origine de gérer les dessertes Paris-Gare-de-Lyon – Lausanne et Paris-Gare-de-Lyon – Berne par TGV. Elle s’étend aux autres liaisons TGV vers la Suisse, dont la ligne Paris – Genève-Cornavin, en 2005.
Son statut actuel est celui d’une société par actions simplifiée (SAS) selon le droit français. Le capital est détenu par la SNCF pour 74 % et par les CFF pour 26 %. Cette SAS s’inscrit dans un cadre de coopération traditionnelle entre les deux entreprises ferroviaires. Son siège social est situé dans le 11e arrondissement de Paris, 25 rue Titon. Lyria est responsable de la gestion commerciale et du contrôle de la qualité des services à bord des TGV Lyria.
Le personnel à bord des trains en France est de la SNCF et en Suisse des CFF. Depuis 2011, un double accompagnement a été mis en place composé d’un chef de bord suisse et d’un chef de bord français afin de renseigner au mieux les voyageurs. La restauration est gérée par la société Elvetino (filiale des CFF) sur les liaisons Paris – Lausanne et Paris – Zurich depuis le 1er juillet 2010. Elvetino traite aussi la restauration en 1re classe sur les Paris – Genève depuis mars 2009. Depuis 2017, la société LSG Sky Chefs s'occupe de la restauration sur toutes les liaisons.
La gestion de la restauration est désormais assurée par l'entreprise suisse GateGourmet sur les lignes au départ de Paris Gare de Lyon.

## Liaisons assurées
- Paris-Gare-de-Lyon – Genève-Cornavin : 9 allers et retours par jour en 3 h 12 minimum ;
  - Depuis le 12 décembre 2010, sur la desserte Paris – Genève, le temps de parcours a été réduit d’une vingtaine de minutes et donc se situe désormais autour de 3 h 5 minimum. Cette amélioration a été rendue possible par la réhabilitation de la ligne du Haut-Bugey entre Bourg-en-Bresse et Bellegarde (ou ligne des Carpates), fermée au trafic voyageurs pour partie depuis 1990. En même temps, le nombre de relations quotidiennes passe de 7 à 9 puis à 10 par jour en 2012, davantage si l’augmentation du trafic l’exige. En plus un horaire cadencé, répartissant mieux les circulations dans la journée, est progressivement introduit pour répondre aux attentes de la clientèle d’affaires.

- Paris-Gare-de-Lyon – Lausanne : 6 allers et retours par jour en 3 h 41 minimum ;
  - la desserte des Alpes vaudoises et du Valais, desserte de Lausanne prolongée sur Brigue, du vendredi au dimanche l’hiver de la mi-décembre à la fin mars et en plein été (juillet-août).
  - Depuis décembre 2009, des travaux dans l’arc jurassien notamment de renforcement de l’électrification sur la ligne Dijon – Vallorbe[30], ont permis un gain de temps de 11 à 15 minutes sur le parcours Paris – Lausanne.

- Paris-Gare-de-Lyon – Bâle CFF – Zurich-Gare centrale : 6 allers-retours par jour en 3 h 4 Paris<>Bâle et en 4h04 Paris<>Zurich minimum.
  - Le prolongement hivernal d’un service vers Coire pour la desserte des stations des Grisons, inauguré en 2007, est suspendu depuis 2009.
  - Depuis décembre 2011, avec la mise en service du TGV Rhin-Rhône, le temps de parcours entre Paris et Bâle/Zurich a été encore réduit de respectivement 24 et 33 minutes en passant par Dijon et Mulhouse soit Paris – Bâle en 3 h 3 minimum et Paris – Zurich en 4 h 3 minimum.
  - Le trafic a été rebasculé vers la gare de Lyon. Les dessertes de Zurich/Bâle passent de 5 à 6 allers-retours quotidiens et la 1re classe bénéficie également du service Lyria Première (restauration froide à la place comprise dans le prix du billet).

- (Lausanne) – Genève – Lyon – Marseille : 1 aller-retour par jour en 3 h 25, en période estivale.

Depuis le 12 décembre 2013, la gare de Neuchâtel n'est plus desservie par le service TGV mais par une navette CFF de type RBDe 562 (puis Flirt France RABe 522 dès le 25 décembre 2019) faisant ainsi la liaison entre Frasne – Pontarlier – Neuchâtel, permettant la correspondance avec le TGV Lyria de la ligne Lausanne – Paris-Gare-de-Lyon, en gare de Frasne.

## Classes

### Lyria Première
En 2010, le service en première classe a connu une évolution profonde avec la mise en place d’une prestation de restauration intégrée au prix du billet pour tous les clients internationaux. Ce service a été nommé Lyria Première : il comprenait une offre de restauration froide à la place et des journaux gratuits.
La prestation de ce service avait été confiée à la société Elvetino (filiale des CFF), qui s'occupait en 2010 de la gestion de l'offre de restauration payante à la place sur la liaison Paris – Genève. Un uniforme spécifique reprenant les couleurs de Lyria de l’époque (gris, beige, rouge blanc) permettait de distinguer le personnel assurant ce service.
Lors du voyage, un petit déjeuner, une collation, un déjeuner ou un dîner étaient servis à la place.
Lyria comptait s'inspirer des plateaux repas de la classe Affaires aérienne tout en s'adaptant aux contraintes et flexibilités du transport ferroviaire (couverts en métal, vaisselle en porcelaine, repas froid emballé). Lorsqu'il s'agit d'un repas complet, un choix de viande, poisson ou végétarien est disponible sur la base des plateaux restants.

### Business1re
Le service en 1re classe a connu une évolution profonde avec la mise en place d’une prestation de restauration intégrée au prix du billet pour tous les clients internationaux. Ce service est dénommé « BUSINESS 1ÈRE » : il comprend une offre de restauration chaude à la place et des journaux gratuits.
La prestation de ce service a été confiée à la société LSG France (filiale de la société LSG Sky Chef), qui s’occupe depuis 2017 de la gestion de l'offre de restauration payante à la place sur la liaison Paris – Genève, Paris – Bâle – Zurich. Depuis le 15 décembre 2019, ce service est également disponible sur la liaison Paris – Lausanne.
Lors du voyage, un petit déjeuner, une collation, un déjeuner ou un dîner sont servis à la place.

## Matériel roulant

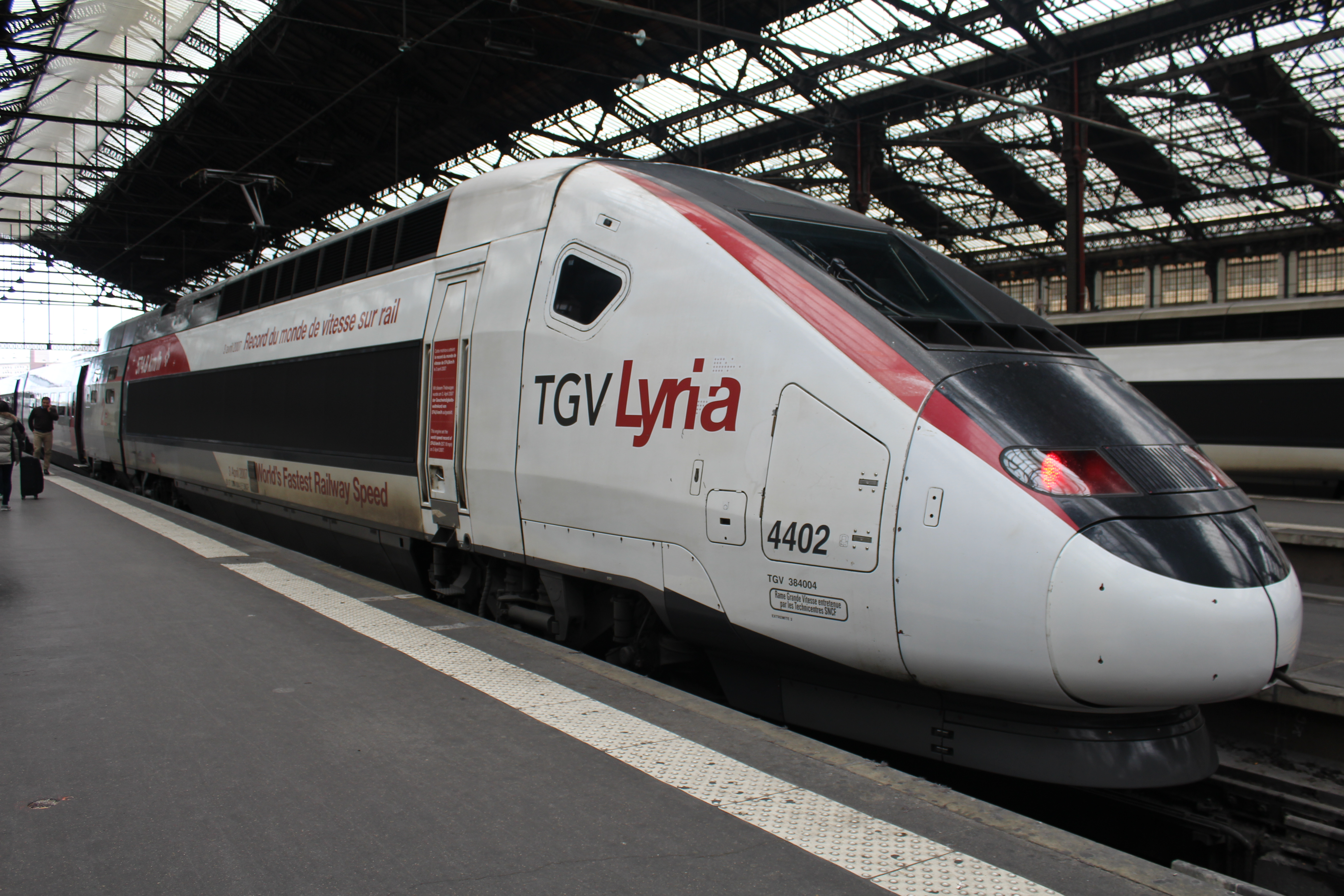
La rame qui a obtenu (en 2007) le record de vitesse sur rail, vue à Paris-Gare-de-Lyon.

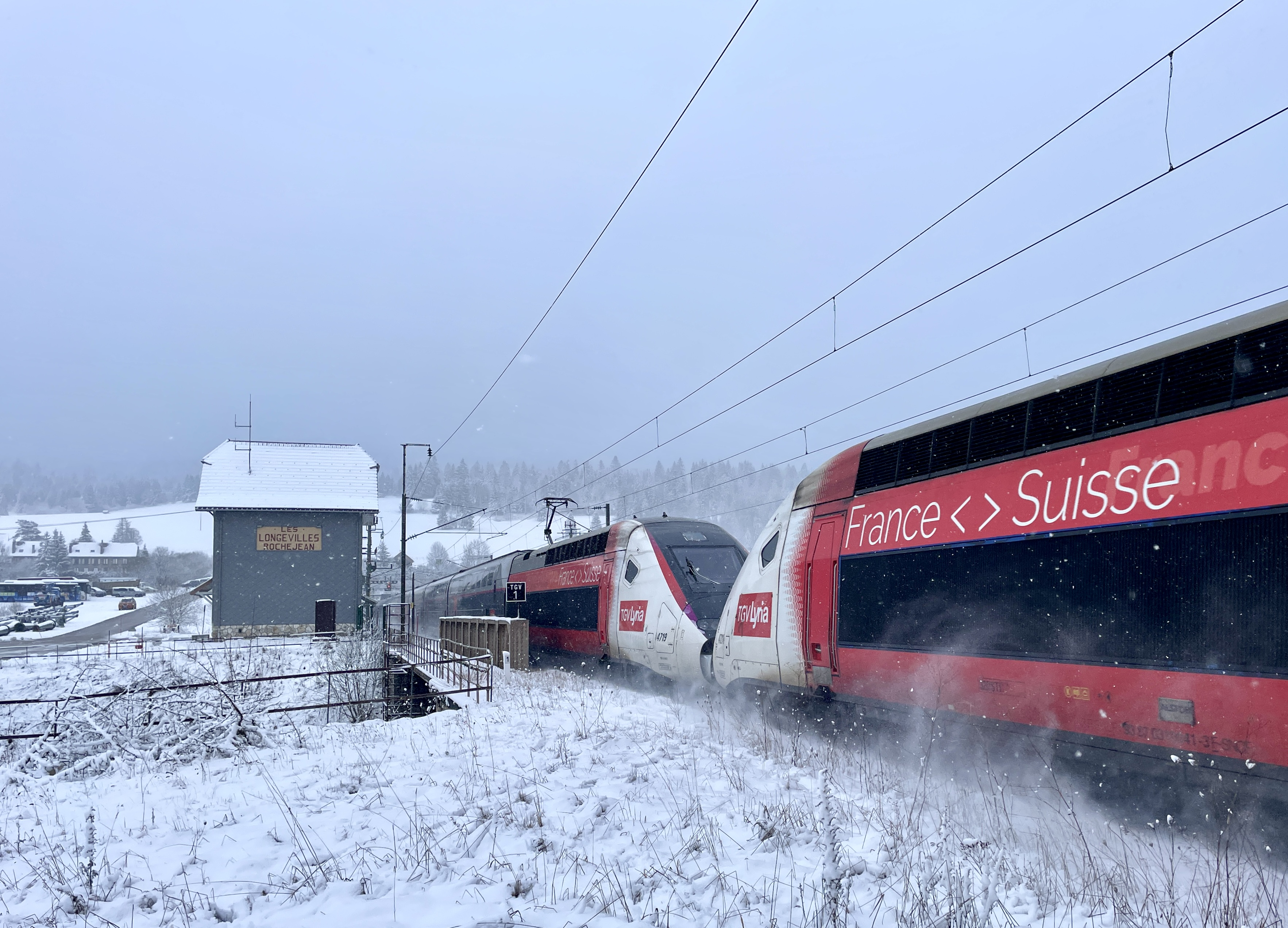
Train no 9269 (Paris – Lausanne), franchissant la gare des Longevilles - Rochejean.

Pour la desserte de Lausanne et de Berne (ainsi que les liaisons vers les stations de sport d’hiver suisses : Lyria des neiges et Lyria d’été), Lyria exploitait le parc des neuf rames TGV Sud-Est tricourant, dont sept appartiennent à la SNCF et deux aux CFF (rames nos 112 et 114). Depuis l’été 2007, toutes les rames ont aussi subi une opération de mise en qualité confort et esthétique (changement des moquettes et des éléments de sièges défectueux, nettoyage du revêtement des sièges…) afin d’offrir une meilleure qualité de service. Une autre opération de rénovation plus poussée a été entamée depuis 2009. L'intégration des trajets du sud de la France vers la Suisse dans le périmètre Lyria en décembre 2012 nécessite du matériel supplémentaire. L'arrivée des TGV Euroduplex depuis 2011 permet de libérer progressivement les TGV POS affectés jusqu'alors sur la LGV Est et de compléter le parc Lyria puis de remplacer l'intégralité des TGV Sud-Est.
Historiquement, la desserte de Genève était assurée par le matériel du TGV Sud-Est classique, c’est-à-dire les rames TGV Sud-Est bicourant (les voies dédiées aux relations avec la France étant électrifiées selon les dispositions françaises). À partir de 2012, elles sont relayées par des TGV Réseau et de plus en plus de TGV Duplex. À moyen terme, Lyria souhaite exploiter des trains Paris – Lausanne via Genève, en renfort des liaisons directes existantes, ceci dès que le matériel adéquat (> 300 km/h et tricourant) lui sera attribué.
La vitesse maximale des rames SE est de 270 km/h sur la LGV Sud-Est (ligne à grande vitesse) entre Aisy (à l’ouest de Dijon) et Valenton (près de Paris). Début 2008, il a été décidé de ne pas prolonger la durée de vie de ce sous-parc, et donc de ne pas améliorer la motorisation de ces rames pour les faire passer à 300 km/h. En effet, les TGV Sud-Est ne présentaient pas de performance optimale dans le système d'électrification suisse, ce qui a motivé à leur radiation durant l'hiver 2012-2013.
La desserte de Bâle et de Zurich est assurée par des TGV POS, avec intérieur Lacroix, dont la rame 4406 est propriété des CFF. Depuis janvier 2012, les TGV POS circulent en alternance avec les TGV Euroduplex.
Depuis décembre 2011, à l’occasion de la mise en service de la LGV Rhin-Rhône, des rames TGV Euroduplex ont remplacé les TGV POS en service sur l’axe Paris – Bâle – Zurich (itinéraire via la LGV Est européenne et Strasbourg entre 2007 à 2011). Ces derniers TGV remplacent à leur tour les rames de type Sud-Est encore en service sur l’axe Paris – Genève et Paris – Vallorbe – Lausanne, moins performantes et accusant plus de 30 ans d’âge. En décembre 2012, la propriété des 19 rames POS est transférée par la SNCF et les CFF à la société Lyria.
Fin 2018 et début 2019, la société Lyria annonce la venue de quinze rames Euroduplex pour assurer ses liaisons. Elles remplacent les rames POS fin 2019, qui partent alors sur la LGV Nord pour remplacer les TGV Sud-Est ; ainsi, les POS adoptent la livrée Carmillon avec logos TGV inOui. Ces 15 rames rénovées sont équipées du Wi-Fi (disponible gratuitement pour tous les voyageurs).